# Packhaus (Tallinn)

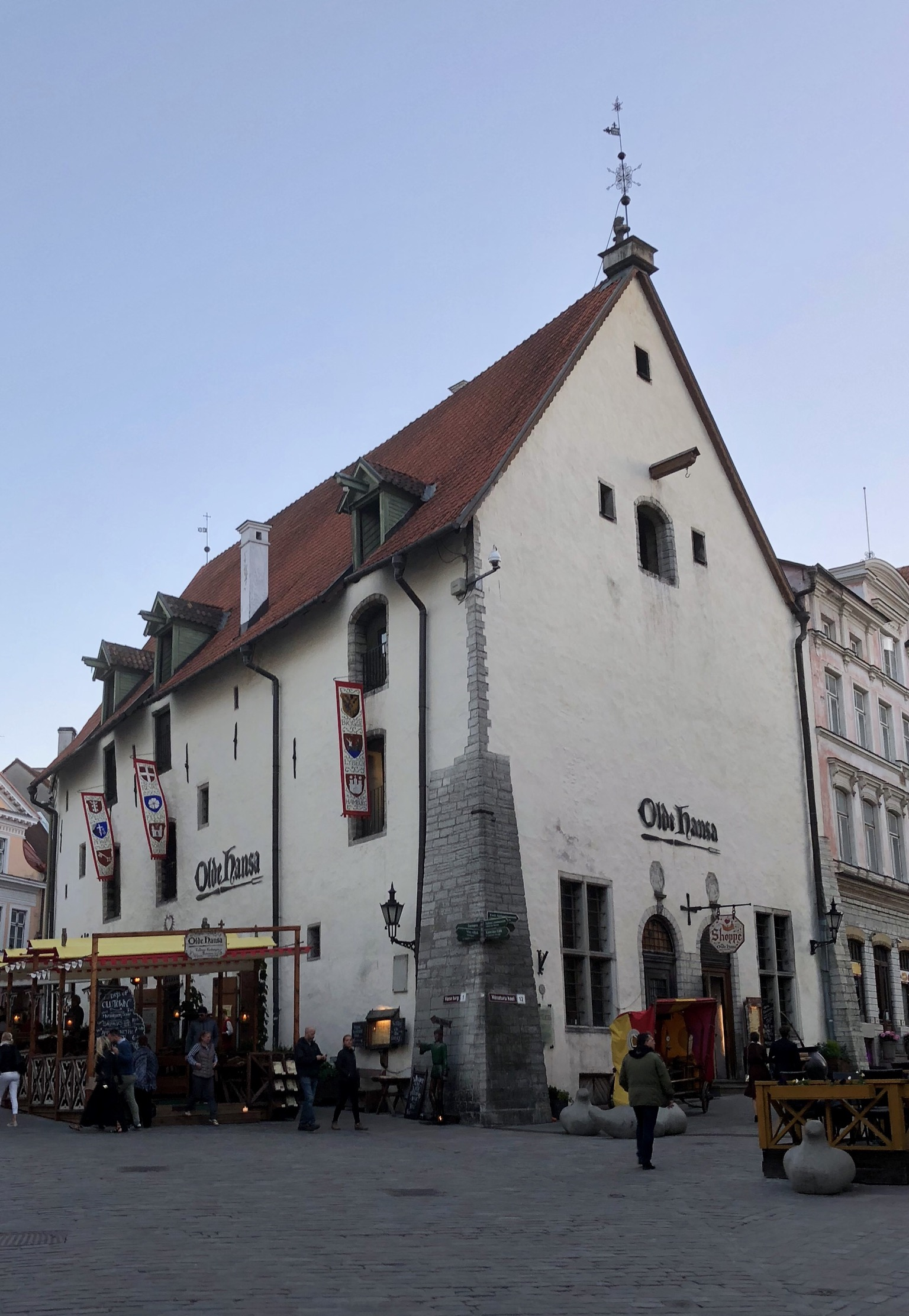
Packhaus

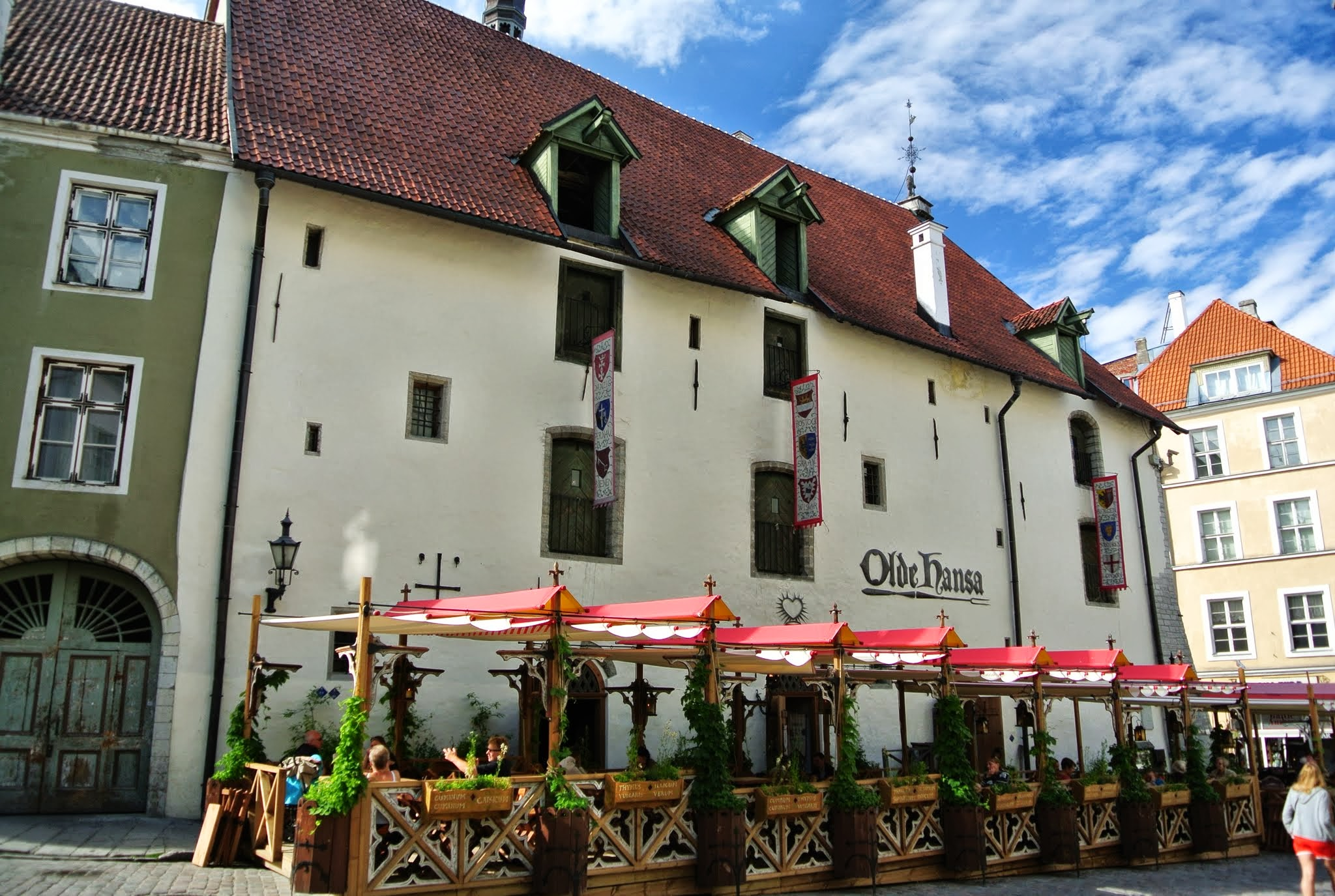
Blick von Osten

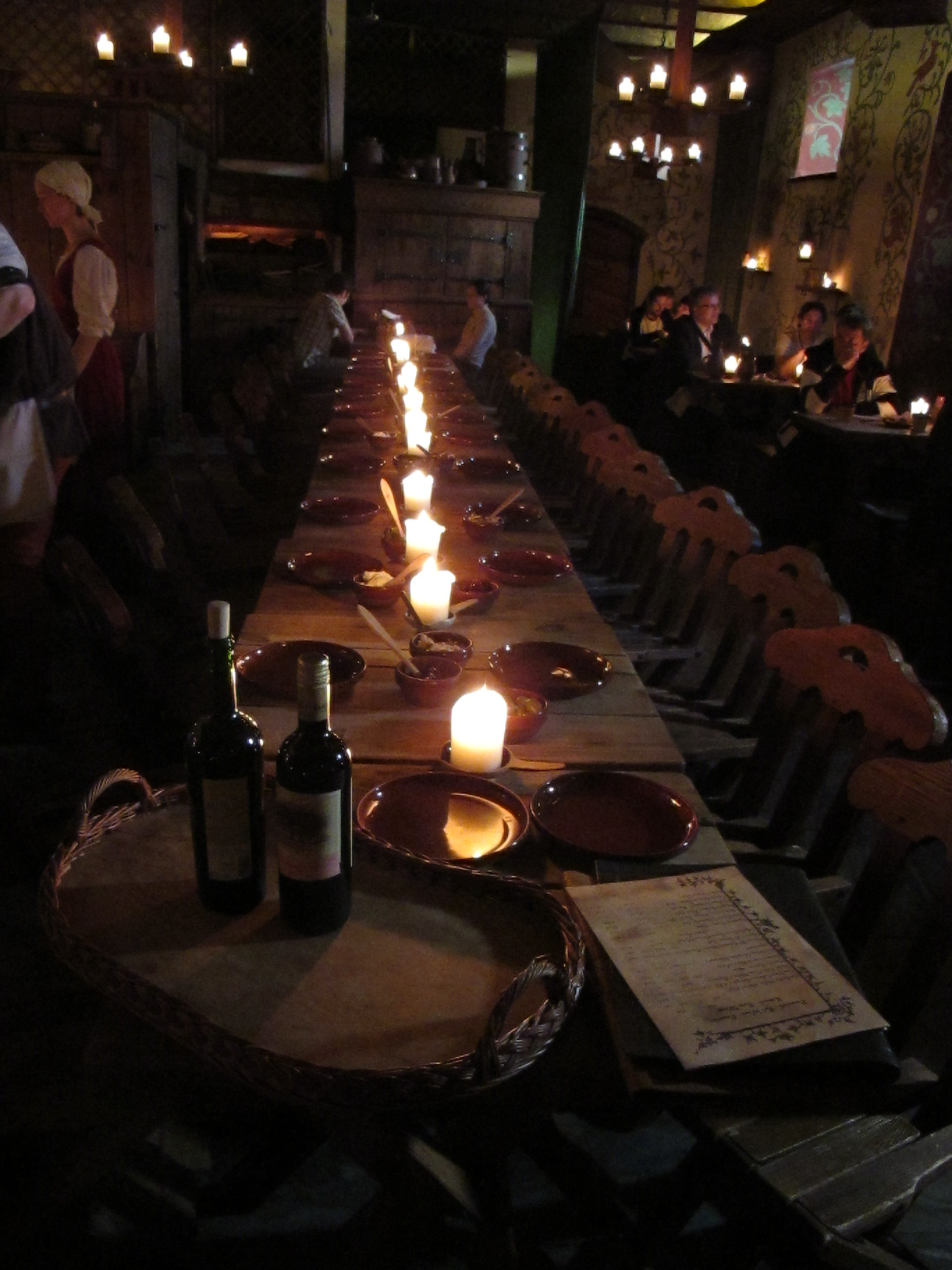
Nutzung als Gaststätte Olde Hansa im Gebäudeinneren, 2011

Das Packhaus (estnisch Pakkhoone) ist ein denkmalgeschütztes Gebäude in der estnischen Hauptstadt Tallinn (deutsch Reval). Derzeit (Stand 2018) wird das Haus gastronomisch als Gaststätte Olde Hansa genutzt.

## Lage
Es befindet sich in der historischen Revaler Altstadt auf der Westseite des Alten Markts (estnisch Vana turg) an der Adresse Alter Markt 1. Das Packhaus liegt in einer Ecklage an der nördlich des Gebäudes auf den Alten Markt einmündenden Markthalsgasse (Vanaturu kael).

## Architektur und Geschichte
Das Gebäude gehörte zu den städtischen Speichern Revals und entstand aus drei alten Speichern. Der zur Straßenecke hin gelegene Speicher stürzte im Jahr 1654 ein, wurde jedoch bereits von 1655 bis 1657 wieder errichtet. Dabei wurden dann die drei Speichergebäude zu einem Bau zusammengefasst, der im Stil des Barock gestaltet wurde. So entstanden barocke Portale und Hausteine an der massig wirkenden Fassade. Die älteren Bauten wurden mit Verankerungen versehen. Im Neubau wurden sowohl im Keller als auch im Erdgeschoss Gewölbe eingefügt, die übrigen Räumlichkeiten wurden mit Balkendecken überspannt. Das Packhaus war beheizbar. Am Übergang zwischen Alt- und Neubau bestand eine Wendeltreppe.
Das Packhaus diente in der zweiten Hälfte des 17. Jahrhunderts als Lager für Waren ausländischer Kaufleute, darüber hinaus diente es auch als Ort zum Abschluss von Verträgen.
Trotz zum Teil beeinträchtigender Umbauten im 19. und 20. Jahrhundert blieb die ursprüngliche äußere Erscheinung weitgehend erhalten.
Als Denkmal wurde das Gebäude am 15. April 1997 registriert und ist unter der Nummer 3096 im estnischen Denkmalverzeichnis eingetragen.

## Restaurant Olde Hansa
1997 wurde die 300 Plätze umfassende Gaststätte Olde Hansa im Haus eröffnet, die zu einer der bekannteren Sehenswürdigkeiten Revals wurde. Einrichtung, Speisen und Getränke, Geschirr sowie die Bekleidung des Personals der sich auf drei Etagen erstreckenden Gaststätte sind der Hanse-Zeit nachempfunden. Es werden originale Rezepte der Zeit genutzt und somit auch auf Zutaten verzichtet, die erst nach dem 15. Jahrhundert nach Europa gelangten. Beispielsweise werden keine Kartoffeln oder Mais verwendet. Stattdessen finden sich auf der Karte viele Wildgerichte, darunter auch von Elch, Bär und Fasan. Als Getränke werden auch Zimtbier und Pfefferschnaps ausgeschenkt. Im dritten Geschoss befindet sich ein Kaminzimmer.
2005 wurde im Packhaus auch ein Ladengeschäft eröffnet, das dem Mittelalter nachempfundene Waren verkauft.